# Högklobb
Högklobb är ett skär i Åland (Finland). Det ligger i Skärgårdshavet och i kommunen Vårdö i landskapet Åland, i den sydvästra delen av landet. Ön ligger omkring 37 kilometer nordöst om Mariehamn och omkring 260 kilometer väster om Helsingfors.
Öns area är 2 hektar och dess största längd är 320 meter i sydväst-nordöstlig riktning. Trakten är glest befolkad. Närmaste större samhälle är Saltvik, 17,6 km sydväst om Högklobb.